# Wullaken
Den im Bremischen als Wullaken bezeichneten, soliden, schmal- und buntgestreiften, knöchellangen Rock trug die Bremer Bäuerin zu ihrer ländlichen Tracht. In Hauswebereien hergestellt, bestand sein Gewebe aus Flachs (Kettfaden) und Wolle (Schussfaden), einem Material, das in vielen bäuerlichen Trachten zum Einsatz kam und in der Umgangssprache auch als Beiderwand bezeichnet wird. An der Unterkante waren diese Röcke von der Innenseite mit einem etwa 30 Zentimeter hohen Stoß aus buntgemusterter Baumwolle besetzt. Die Röcke hatten einen Stoffumfang von etwas mehr als drei Meter.
Die Erzählung sagt, dass aus dem Material, als die bäuerlichen Frauen ihre Trachten zugunsten der bürgerlichen Mode Mitte des 19. Jahrhunderts abgelegt haben, noch Stuhlkissen oder Ähnliches gearbeitet wurden, was auf die Strapazierfähigkeit des Stoffes deutet.

## Bildergalerie

Rückseite des Wullaken
Stoffmuster (Rekonstruktion) von einem Wullaken
Stoffmuster (Rekonstruktion) von einem Wullaken
Stoffmuster (Rekonstruktion) von einem Wullaken